# Kuźma Sazonow
Kuźma Sazonow, ros. Кузьма Иванович Сазонов (ur. 20 października?/1 listopada 1898 we wsi Tubieliasy w guberni ufijskiej, zm. 22 stycznia 1958) – rosyjski i radziecki wojskowy, generał major.

## Życiorys
Uczestnik wojny domowej w Rosji w latach 1918–1921.
28 kwietnia 1939 został szefem sztabu Mińskiej Grupy Armijnej, 15 września 1939 został szefem sztabu 11 Armii, 10 października 1939 szefem sztabu 24 Korpusu Strzeleckiego; wraz z tymi jednostkami uczestniczył w agresji na Polskę. 29 lipca 1940 przeniesiony na analogiczne dtanowisko do 12 Korpusu Strzeleckiego, od grudnia 1940 pełnił obowiązki dowódcy Korpusu. 31 sierpnia 1941 został aresztowany pod zarzutem samowolnego opuszczenia rubieży obrony i skazany na 7 lat obozu pracy, wykonanie wyroku zawieszono na czas wojny. 22 marca 1944 przeniesiony do 51 Korpusu Strzeleckiego na stanowisko szefa sztabu, 15 sierpnia 1941 przejął dowodzenie Korpusem. Następnie dowodził 179 Dywizją Strzelecką (30 października 1941 – 9 września 1942) i 373 Dywizją Strzelecką (od 11 września 1942 do 6 lipca 1945). 13 września 1944 awansował na generała majora.
Po wojnie zajmował szereg stanowisk sztabowych i dowódczych. Zwolniony do rezerwy 25 października 1950.

## Ordery i odznaczenia
- Order Czerwonego Sztandaru (dwukrotnie)
- Order Bohdana Chmielnickiego II klasy
- Medal jubileuszowy „XX lat Robotniczo-Chłopskiej Armii Czerwonej” (1938)